# Crescentaleyrodes vetiveriae
Crescentaleyrodes vetiveriae es un hemíptero de la familia Aleyrodidae, con una subfamilia: Aleyrodinae.
fue descrita científicamente por primera vez por Dubey & Ko en 2006.